# Shirley Shackleton

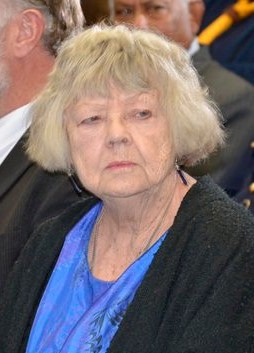
Shirley Shackleton (2014)

Shirley Shackleton (* 26. Dezember 1931 in Plympton, Adelaide, Australien; † 15. Januar 2023 in Melbourne, Australien), geborene Shirley Vern, war eine australische Menschenrechtlerin und Osttimoraktivistin. Sie war die Ehefrau von Greg Shackleton, der zu den Balibo Five gehörte, fünf westlichen Journalisten, die von indonesischen Soldaten 1975 in Balibo während der indonesischen Invasion in Portugiesisch-Timor (Osttimor) hingerichtet wurden.

## Hintergrund

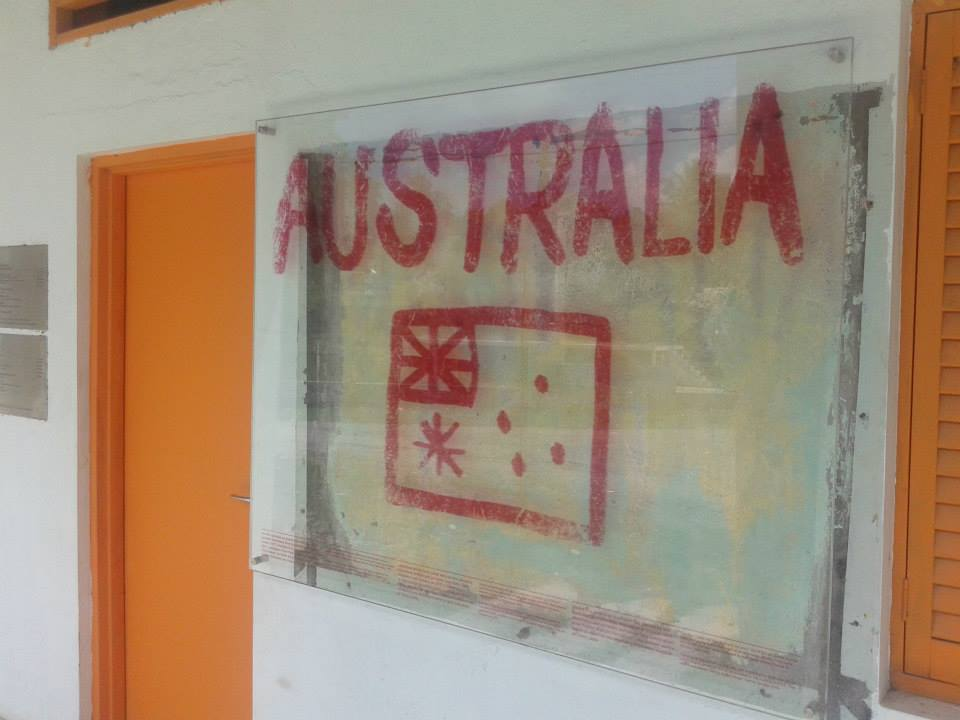
Das Bild der australischen Flagge von Greg Shackleton

Am 16. Oktober 1975 wurde Greg, zusammen mit vier weiteren Reportern, von indonesischen Soldaten im osttimoresischen Balibo hingerichtet. In der portugiesischen Kolonie, die auf die Unabhängigkeit vorbereitet werden sollte, war es im August zum Bürgerkrieg gekommen. Mit ausgelöst hatte den Bürgerkrieg der indonesische Militärgeheimdienst Bakin mit der Operation Komodo. Die Kolonialverwaltung zog sich auf die vorgelagerte Insel Atauro zurück und die Macht übernahm die aus den Kämpfen siegreich hervorgegangene FRETILIN, während die Anhänger der von Indonesien unterstützten APODETI und UDT in das indonesische Westtimor geflohen waren. Ab Ende August/Anfang September begann das indonesische Militär in der Operation Flamboyan mit Einfällen in das Gebiet von Osttimor, während die FRETILIN Widerstand leistete. Offiziell bestritt Indonesien den Einsatz von regulären Soldaten, obwohl auch Luftwaffe und Marine eingesetzt wurden. Man behauptete, UDT-Kämpfer würden die Grenzgebiete besetzen. Die westlichen Journalisten wurden Zeuge der Besetzung der Grenzstadt Balibo. Obwohl Shackleton noch die Flagge Australiens an das Haus, in dem die Reporter wohnten, gemalt hatte, wurden vier Journalisten von indonesischen Soldaten nach ihrer Gefangennahme erschossen. Der fünfte Reporter wurde auf der Flucht mit einem Messer getötet. Bis heute beharrt Indonesien auf dem Standpunkt, die Journalisten seien im Kreuzfeuer ums Leben gekommen. Am 8. Dezember, nachdem Indonesien nun offen die osttimoresische Hauptstadt Dili angegriffen hatte, wurde der australische Journalist Roger East, der nach dem Schicksal der Balibo Five geforscht hatte, ebenfalls von den Invasoren gefangen genommen und hingerichtet.

## Werdegang
Shirley Vern machte eine Ausbildung zur Krankenschwester. In Melbourne heiratete sie Greg Sugar (später Shackleton), der zu den führenden Reportern von HSV-7 (Seven Network) gehörte. Zusammen hatten sie einen Sohn. Später wurde Shirley Shackleton Radio- und Fernsehmoderatorin.
Weder die australische Regierung unter Gough Whitlam (ALP) noch die nachfolgende unter Malcolm Fraser (Liberal) protestierten gegen die Ermordung ihrer Staatsbürger. Auch wurde nie offengelegt, wie viel die australische Regierung im Voraus über die bevorstehende Invasion Indonesiens wusste. Osttimor wurde von Indonesien annektiert und bis 1999 besetzt gehalten. Australien war das einzige Land, das die Annexion anerkannte, indem es mit Indonesien den Timor Gap Treaty über die Seegrenzen in der Timorsee abschloss. Der Vertrag bevorteilte Australien bei der Gebietszuteilung der an Erdöl und Erdgas reichen Region.
Shirley Shackleton, gerade erst Mutter geworden, begann sich für die Unabhängigkeit Osttimors von Indonesien zu engagieren und die Verwicklungen der australischen Regierung sowie die weitere Zusammenarbeit mit Indonesien anzuprangern. Sie schloss sich keiner der Unterstützungsgruppen in Melbourne an, sondern arbeitete mit jeder zusammen. Shackleton konfrontierte öffentlich australische Politiker und in Dili 1989 den indonesischen Militärchef Benny Moerdani, einen der Hauptplaner der Invasion, mit den Vorwürfen. Insgesamt reiste Shackleton zweimal während der indonesischen Besatzung nach Osttimor. Sie zeigte dabei ein großes Gespür für Öffentlichkeitsarbeit, um das Thema „Osttimor“ im öffentlichen Bewusstsein zu halten.
2010 sagte Shackleton vor einem Gericht in Jakarta aus, um das Verbot des australischen Films Balibo in Indonesien aufzuheben. Der Film behandelt die Geschichte der Balibo Five. Bei dieser Gelegenheit besuchte sie das Grab, in dem laut indonesischer Regierung die sterblichen Überreste der Balibo Five ruhen. Shackleton bat Premierminister Kevin Rudd um die Überführung nach Australien. Die sterblichen Überreste ihres Mannes und seiner Kollegen seien 1979 aus dem ursprünglichen Grab auf dem Kebayoran-Lama-Friedhof in Jakarta entfernt und am Rande des Friedhofs unten an der Eisenbahnlinie neu bestattet worden. Shackleton nannte das Grab einen „Tatort“ und forderte Auskunft, ob die australische Regierung darüber informiert worden sei und ihr Einverständnis dazu gegeben hätte. Außerdem wollte sie wissen, warum Australien bei dieser Gelegenheit keine forensische Untersuchung durchführen ließ, um die Toten zu identifizieren.
2019 forderte Shackleton die Einstellung des Verfahrens gegen den Whistleblower Witness K und seinen Anwalt Bernard Collaery, die den australisch-osttimoresischen Spionageskandal offenlegten. Australien hatte 2004, während der Neuverhandlungen über die Seegrenzen mit dem nun unabhängigen Osttimor, das Regierungskabinett des Nachbarlandes verwanzt.
Shackleton war Direktorin des Balibo House Trust, der sich um die Restaurierung des Wohnhauses der Balibo Five (Flag House) und die Einrichtung einer Gedenkstätte dort kümmerte.

## Ehrungen

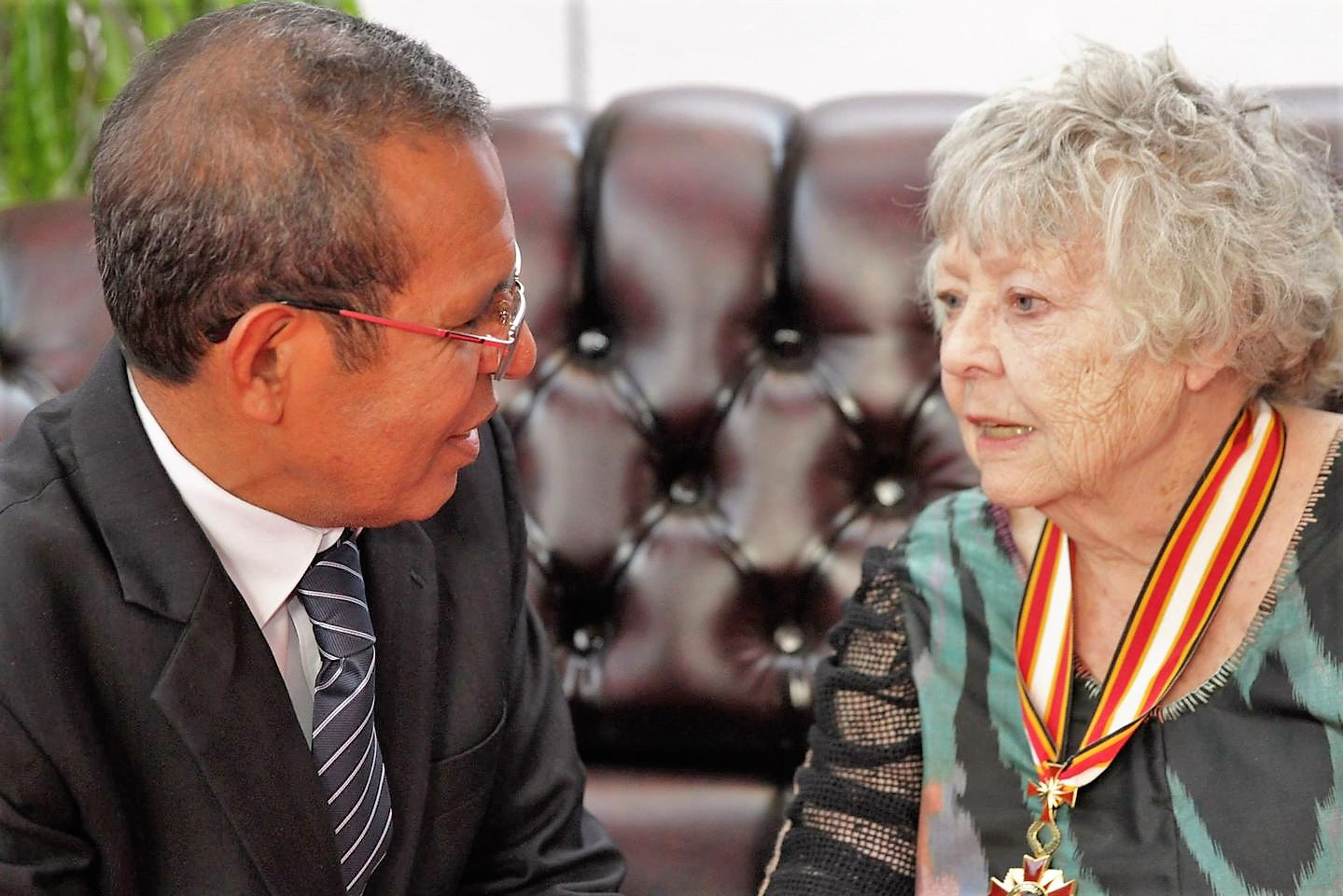
Shackleton mit Osttimors Premierminister Taur Matan Ruak (2014)

Am 1. Juli 2013 wurde Shirley Shackleton die Medaille des Ordem de Timor-Leste verliehen. Für ihr Buch erhielt sie den Walkley Book Award.
Zum Tod von Shackleton schrieb Staatspräsident José Ramos-Horta: „Deine Seele ruht mit uns in Mt. Ramelau.“ Bernard Collaery nannte sie eine „australische Heldin“ und „Teil des dünnen Gewissens Australiens.“

## Veröffentlichungen
- The Circle of Silence: A Personal Testimony Before, During and After Balibo, 2010, ISBN 1741964857.

## Filmographie
- Auftritt in Death of a Nation: The Timor Conspiracy